# Anoplophora davidis
Anoplophora davidis là một loài bọ cánh cứng trong họ Cerambycidae.